# Holland Land Company

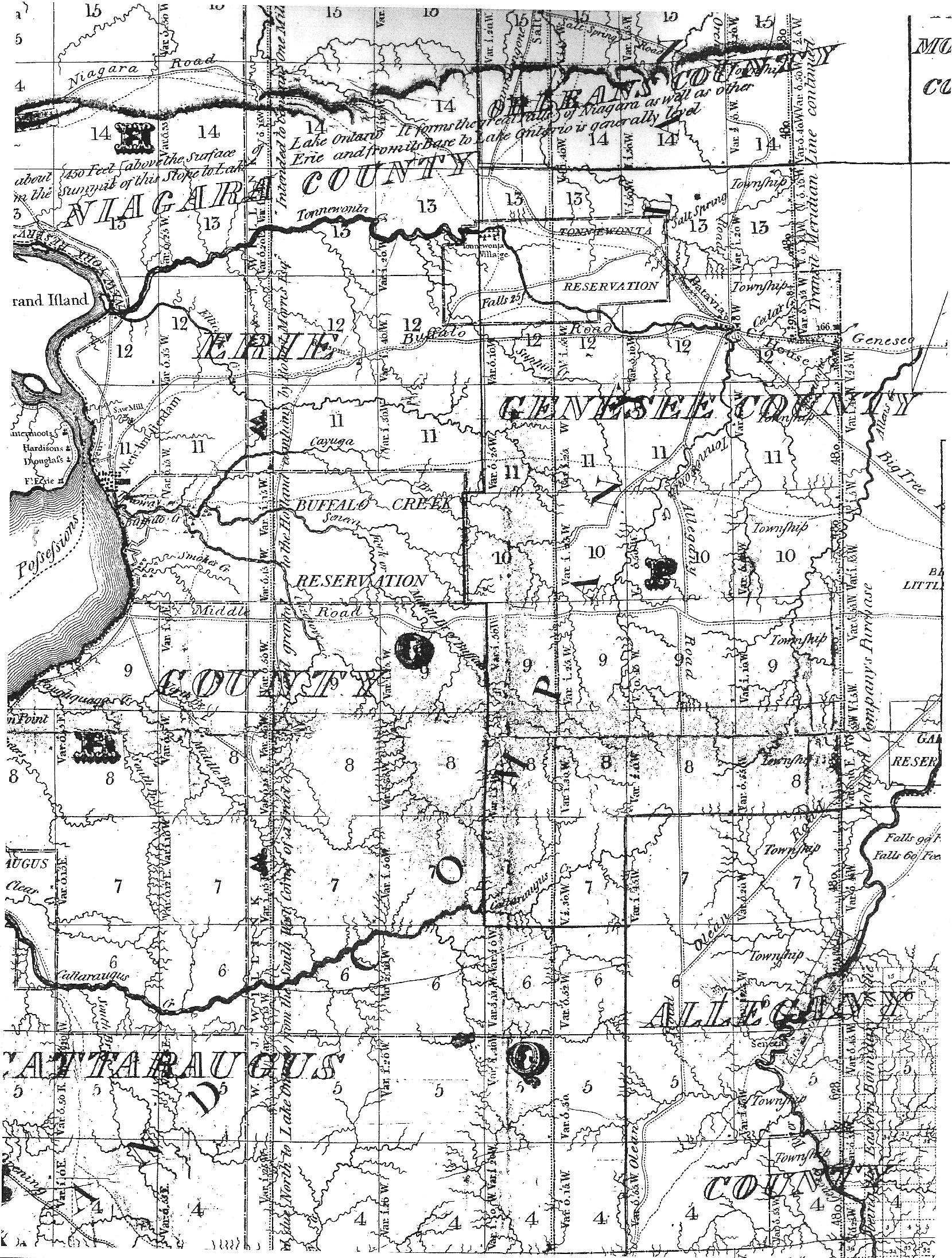
Kaart van de Holland Purchase, 1821

De Holland Land Company was een maatschappij van Nederlandse investeerders uit Amsterdam en die hun hoofdkwartier hadden in Philadelphia van waaruit ze grote stukken Amerikaans land kochten voor ontwikkeling en speculatie.

## Achtergrond
Al ten tijde van de Amerikaanse Onafhankelijkheidsoorlog gaven Amsterdamse bankiers leningen aan de Amerikaanse overheid zodat deze hun schulden konden betalen. Tot aan 1794 zouden de Amerikanen 29 miljoen gulden lenen uit Amsterdam.
De Amsterdamse bankiers investeerden ook op andere manieren in de jonge natie. Zo verkreeg de Pennsylvania Population Company Amsterdams geld, maar verkreeg ook de staat South Carolina investeringen uit Amsterdam en staken ze hun geld in projecten voor kanalen van de Potomac Canal Company en de Connecticut Canal Company.

## Geschiedenis

### Eerste landaankopen
In 1789 stuurde de "groep van vier" – bestaande uit Nicolaas en Jacob van Staphorst, Pieter Stadnitski, Van Eeghen & Co en Ten Cate & Vollenhoven – bankier Theophile Cazenove naar de Verenigde Staten om onderzoek te doen naar nieuwe investeringen. Hij kwam in 1791 met het advies om grote stukken land te kopen in het oosten van de Verenigde Staten. De Amsterdamse bankiers volgden zijn advies en startten een jaar later met het opkopen van Amerikaanse grond. De landaankopen van de Nederlandse bankiers betrof grondgebied in de Amerikaanse staten New York en Pennsylvania.
De groep van vier breidde zich vervolgens uit naar een groep van zes met de bankier Willem Willink en revolutionair Rutger Jan Schimmelpenninck. Willink had eerder al op eigen houtje land in de Verenigde Staten aangekocht, maar de samenwerking tussen de firma's leidde op den duur tot conflicten en verschil van inzicht. De groep van vier richtte daarom de Cazenovia Company op in 1794 en een jaar later richtte de groep van zes de Holland Land Company op.

### Opkoping en kolonisatie

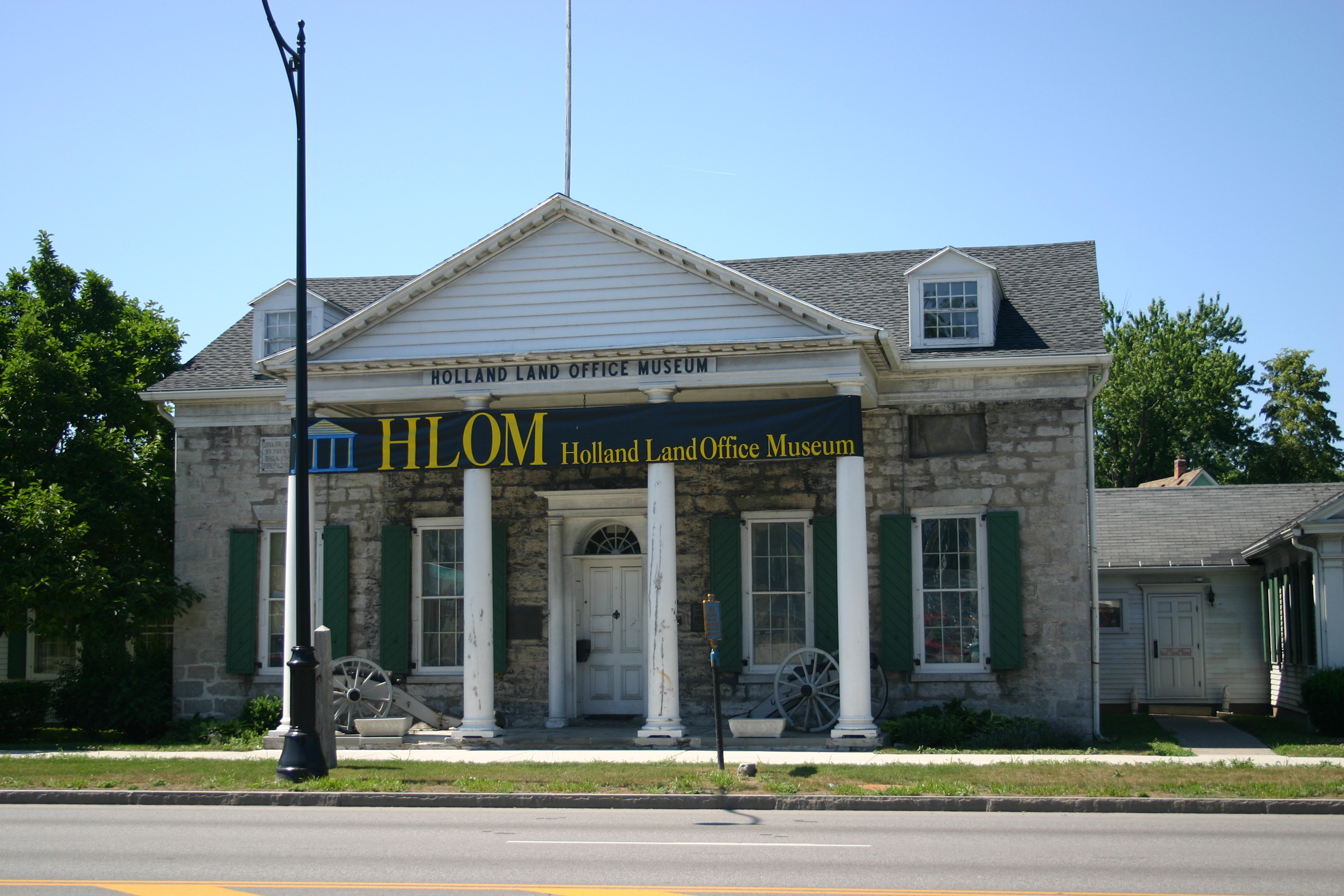
Het kantoor van de Holland Land Company in Batavia, sinds 1894 is het een museum.

Paolo Busti en Theophile Cazenove vertegenwoordigden de Amsterdamse bankiers bij het Verdrag van Big Tree met de Seneca, vertegenwoordigd door Sagoyewatha. Bij dit verdrag gingen de inheemse Amerikanen akkoord met het afstaan van grote stukken land in New York in ruil voor reservaten in het westen en andere vergoedingen. De Holland Land Company had hun eigen aandeel in het verdrag door het omkopen van leden van de Senecafederatie en deze vervolgens tegen elkaar uit te spelen.
De grond die het syndicaat hierbij verwierf verkocht het op zijn beurt weer door aan kolonisten en hierbij verstrekte de maatschappij ook leningen in ruil voor een voorschot. Dit leidde tot de oprichting tot lokale kantoren van de maatschappij in Pennsylvania en in Batavia, New York. Toch ontstonden er weldra problemen voor de Holland Land Company. Hun keuze om geld te investeren in het bouwen van scholen, kerken en winkels leidde tot minder winst en daarnaast speculeerden ze ook op de waardestijging van de grond.
Andere conflicten ontstonden er met de kolonisten: zij waren van mening dat de rente te hoog was of waren ontevreden over de kwaliteit van het land. Daarnaast bestond er ook een wantrouwen tegen het bedrijf omdat het in handen was van Nederlandse bankiers die met hun zaken kapitaal verkregen dat ten koste zou gaan van de Amerikaanse maatschappij. Dit leidde tot vele rechtszaken dat op den duur tot de nodige financiële problemen leidde. Dit werd door de bankiers opgelost door de dividendbetalingen op de aandelen stop te zetten.

Uiteindelijk verkocht de Holland Land Company in 1849 haar laatste stuk grond in Philadelphia en de maatschappij werd in 1869 opgeheven. Het rendement van de maatschappij werd door historicus Paul Evans geschat tussen de vijf en zes procent. Met name de takken van de Willink-familie en Gerrit Schimmelpenninck profiteerden hiervan.